# Peter Looijesteijn
Peter Looijesteijn (Anna Paulowna, 22 maart 1954 – Amsterdam, 4 juli 2012) was een Nederlands motorcoureur.
Looijesteijn stamde uit een motorenliefhebbend gezin met acht kinderen; zijn broers Co, Harry en George namen ook deel aan nationale wegraces. Looijesteijns vader leerde zijn kinderen waterskiën in een poldersloot op zelfgemaakte ski's. De skiër werd achter vaders motor door de prutsloot getrokken.
Looijesteijns brak als motorcoureur door in 1973 toen hij voor het eerst met bescheiden middelen aan 50cc-wegraces deelnam.
In 1976 behaalde hij bij de Nederlandse kampioenschappen 50 cc een derde plaats achter Cees van Dongen en Gerrit Strikker. In 1977 maakte hij in de 50cc-klasse zijn TT-debuut. Een jaar later behaalde hij in de 50cc-klasse een vierde plaats. Enkele jaren later kregen de 125cc-races voorrang. Naast de 125cc-MBA-motor kreeg hij ook de beschikking over een 250cc- en een 350cc-Yamaha. Looijesteijn werd in 1980 dubbelkampioen door zowel in de 125cc- als in de 350cc-klasse Nederlands kampioen te worden.
Bij de internationale wegraces in het Belgische Gedinne raakte Looijesteijn in de 250cc-race van de baan en belandde hij in een afzetting. Zijn rechtervoet werd daarbij verbrijzeld. Na zijn revalidatie keerde hij terug naar de circuits, niet als coureur maar als monteur. Zo was hij in 2008 en 2009 nog monteur bij zijn neef.
Hij overleed na een ziekbed van een jaar.

## Erelijst
- 1978: Nederlands kampioen 50 cc (Kreidler)
- 1980: Nederlands kampioen 125 cc (MBA)
- 1980: Nederlands kampioen 350 cc (Yamaha)
- 1981: Nederlands kampioen 250 cc (Rotax)